# Lophoceros pallidirostris
Il buceretto beccopallido (Lophoceros pallidirostris (Hartlaub e Finsch, 1870)) è un uccello della famiglia dei Bucerotidi originario dell'Africa centro-orientale.

## Descrizione

### Dimensioni
Misura 43-50 cm di lunghezza, per un peso di 248-325 g nel maschio e di 170-217 g nella femmina.

### Aspetto
In questo bucero di piccole dimensioni, le piume grigio chiaro o marroni delle parti superiori sono bordate di camoscio. Il bulbo oculare è sormontato da un grande sopracciglio bianco. Anche l'estremità di alcune timoniere esterne è di colore bianco puro. Le piume del cappuccio sono leggermente increspate e a volte formano dei brevi ciuffi che cadono sulla parte alta della nuca. La maggior parte delle regioni inferiori, tranne la gola e la parte alta del petto, è bianca. Nel maschio della sottospecie nominale, il becco è giallo chiaro con una punta grigiastra. Esso è sormontato da un casco relativamente basso. La femmina è più piccola, ha l'iride più marrone e scanalature sul casco meno pronunciate. I giovani hanno dimensioni inferiori e il becco privo di casco. La sottospecie neumanni è più piccola di quella nominale, ha la testa più chiara e il becco con macchie grigie e la punta rossa. Il buceretto beccopallido forma una superspecie con il bucero nasuto.

## Biologia
Non abbiamo molte informazioni sul comportamento di questa specie, ma essa probabilmente effettua brevi spostamenti durante la stagione secca, quando le foglie iniziano a cadere. In ogni caso, la sottospecie neumanni si spinge durante i suoi vagabondaggi nel sud del Kenya. Il buceretto beccopallido va in cerca di cibo soprattutto tra il fogliame, ma a volte scende a terra per cercare le sue prede, specialmente durante la stagione secca.

### Alimentazione
Non conosciamo con esattezza la sua dieta, ma probabilmente, come il buceretto nasuto (Lophoceros nasutus), suo stretto parente, è principalmente insettivoro, ma sappiamo che consuma anche semi e gomma che trova nei baccelli danneggiati. Il menu del bucero beccopallido è costituito per circa l'85% da prede animali e solamente per il 15% da vegetali.

### Riproduzione
In linea di massima, la nidificazione comincia all'inizio della stagione delle piogge, da agosto a novembre, quando gli alberi non hanno ancora le foglie. Il nido è situato nella cavità naturale di un albero. Il suo ingresso è sigillato da una paratoia costruita con fango ed escrementi e rimane solo una stretta fessura attraverso la quale il maschio porta provviste alla covata. Quest'ultima è costituita da 4 o 5 uova delle quali non conosciamo l'intervallo con il quale esse vengono deposte. In ogni caso, i pulcini sono di dimensioni diverse, il che tende a dimostrare che le nascite sono sfalsate e che la femmina non aspetta che la covata sia completa per mettersi a covare. Mentre è reclusa, essa muta simultaneamente le remiganti e le timoniere. La durata del periodo di incubazione e della permanenza dei giovani nel nido è sconosciuta.

## Distribuzione e habitat
I buceretti beccopallido frequentano le vaste zone boschive costituite da alberi decidui, in particolare da miombo (Brachystegia). Nelle regioni in cui il loro areale coincide con quello del buceretto nasuto (Lophoceros nasutus), occupano le zone forestali più fitte o le zone boschive meno aperte. I buceretti beccopallido sono endemici della fascia tropicale australe dell'Africa, compresa tra l'Equatore e il Tropico del Capricorno.

## Tassonomia
Gli studiosi riconoscono due sottospecie:
- L. p. pallidirostris (Hartlaub e Finsch, 1870), diffusa nelle regioni orientali, centrali e nord-orientali dell'Angola, nella Repubblica Democratica del Congo meridionale e nello Zambia orientale (ad ovest della valle del Luangwa);
- L. p. neumanni Reichenow, 1894, diffusa nel Malawi, nella Tanzania sud-orientale, nel Mozambico settentrionale e nello Zambia (ad est della valle del Luangwa).

Nelle regioni dove le due forme entrano in contatto (nello Zambia), talvolta si ibridano tra loro.

## Conservazione
La specie è tutt'altro che minacciata. In molti luoghi, è persino diffusa e comune. Molte parti del suo areale, tra cui riserve e parchi, presentano ancora habitat favorevoli. Tuttavia, nel Malawi e nelle regioni densamente popolate, come lo Zambia e il Mozambico, le aree boschive in cui vive sono state in parte disboscate, il che ha portato alla colonizzazione di queste da parte di specie concorrenti, in particolare il buceretto nasuto.